# Едель Едуард Фрідріхович
Едуа́рд Фрі́дріхович Е́дель (нім. Eduard Friedrich Edel, рос. Эдуард Фридрихович Эдель; 6 листопада 1874 — ?) — російський і український офіцер німецького походження, артилерист, полковник (з 1916). Народився в Мітава, Курляндія. Випускник Кадетського корпусу (1899), Костянтинівського артилерійського училища (1901). З 1918 року — в армії Української держави, у 1919—1920 роках — в армії УНР. Учасник російсько-японської (1904—1905), Першої світової (1914—1918), українсько-радянської воєн (1918—1921). Георгієвський кавалер. Ім'я на російський лад — Едуард Федорович Едель (рос. Эдуард Федорович Эдель).

## Біографія
Народився 6 листопада 1874 року в Мітаві Курляндської губернії, в родині Фрідріха Еделя. Закінчив кадетський корпус, Костянтинівське артилерійське училище, вийшов підпоручиком до 45-ї артилерійської бригади, у складі якої брав участь у  Російсько-японській війні.
З 20 травня 1915 р — командир 5-ї батареї 45-ї артилерійської бригади. З 1 червня 1915 р. — командир 3-ї батареї 86-ї артилерійської бригади (згодом перейменована у 102-гу артилерійську бригаду). З 14 травня 1916 р. — підполковник; з 8 грудня 1916 р. — полковник.
Під час Першої світової війни був контужений та отруєний газами. Нагороджений усіма орденами до Святого Володимира IV ступеня з мечами та биндою, Георгіївською зброєю.
З 10 грудня 1917 р. — командир 1-го дивізіону 2-ї Української гарматної бригади 1-го Українського корпусу.
З 20 березня 1918 р. — помічник начальника частини збройного відділу Головного артилерійського управління Армії УНР; з 6 липня 1918 р. — начальник цієї частини.
З 4 червня 1919 р. — начальник частини постачання польової артилерії головного артилерійського управління Армії УНР. З 16 листопада 1919 р. — поза штатом. Перебував на інтернуванні в Польщі.
З 25 квітня 1920 р. перебував у резерві старшин головного артилерійського управління Армії УНР.